# Polo aquático nos Jogos Sul-Americanos de 2022
As competições de polo aquático nos Jogos Sul-Americanos de 2022 em Assunção, Paraguai, estão programadas para serem realizadas entre 11 e 15 de outubro de 2022 no Centro Acuático Nacional.
Um torneio masculino e feminino foi disputado. Um total de oito CONs inscreveu equipes em uma ou ambas as competições. As duas melhores equipes de cada torneio, além do país anfitrião, o Chile, se classificaram para as competições de polo aquático dos Jogos Pan-Americanos de 2023.

## Resultados

### Masculino

#### Fase de grupos
| Pos | Equipe    | Pts | J | V | E | D | GP | GC | SG | Classificado              |
| --- | --------- | --- | - | - | - | - | -- | -- | -- | ------------------------- |
| 1   | Argentina | 0   | 0 | 0 | 0 | 0 | 0  | 0  | 0  | Semifinais                |
| 2   | Brasil    | 0   | 0 | 0 | 0 | 0 | 0  | 0  | 0  | Semifinais                |
| 3   | Chile     | 0   | 0 | 0 | 0 | 0 | 0  | 0  | 0  | Semifinais                |
| 4   | Colômbia  | 0   | 0 | 0 | 0 | 0 | 0  | 0  | 0  | Semifinais                |
| 5   | Paraguai  | 0   | 0 | 0 | 0 | 0 | 0  | 0  | 0  | Disputa pelo quinto lugar |
| 6   | Uruguai   | 0   | 0 | 0 | 0 | 0 | 0  | 0  | 0  | Disputa pelo quinto lugar |

| 11 de outubro | Uruguai | – | Paraguai |  |

| 11 de outubro | Brasil | – | Chile |  |

| 11 de outubro | Colômbia | – | Argentina |  |

| 11 de outubro | Colômbia | – | Chile |  |

| 11 de outubro | Uruguai | – | Brasil |  |

| 11 de outubro | Argentina | – | Paraguai |  |

| 12 de outubro | Chile | – | Uruguai |  |

| 12 de outubro | Paraguai | – | Colômbia |  |

| 12 de outubro | Argentina | – | Brasil |  |

| 13 de outubro | Chile | – | Paraguai |  |

| 13 de outubro | Argentina | – | Uruguai |  |

| 13 de outubro | Brasil | – | Colômbia |  |

| 13 de outubro | Argentina | – | Chile |  |

| 13 de outubro | Colômbia | – | Uruguai |  |

| 13 de outubro | Brasil | – | Paraguai |  |

#### Semifinais
| October 14 |  | – |  |  |

| October 14 |  | – |  |  |

#### Disputa pelo quinto lugar
| October 14 |  | – |  |  |

#### Disputa pelo bronze
| October 15 |  | – |  |  |

#### Final
| October 15 |  | – |  |  |

### Feminino

#### Fase de grupos

##### Grupo A
| Pos | Equipe | Pts | J | V | E | D | GP | GC | SG | Classificado              |
| --- | ------ | --- | - | - | - | - | -- | -- | -- | ------------------------- |
| 1   | Brasil | 0   | 0 | 0 | 0 | 0 | 0  | 0  | 0  | Semifinais                |
| 2   | Chile  | 0   | 0 | 0 | 0 | 0 | 0  | 0  | 0  | Semifinais                |
| 3   | Peru   | 0   | 0 | 0 | 0 | 0 | 0  | 0  | 0  | Disputa pelo quinto lugar |

| 11 de outubro | Brasil | – | Chile |  |

| 12 de outubro | Brasil | – | Peru |  |

| 13 de outubro | Peru | – | Chile |  |

##### Grupo B
| Pos | Equipe    | Pts | J | V | E | D | GP | GC | SG | Classificado              |
| --- | --------- | --- | - | - | - | - | -- | -- | -- | ------------------------- |
| 1   | Argentina | 0   | 0 | 0 | 0 | 0 | 0  | 0  | 0  | Semifinais                |
| 2   | Colômbia  | 0   | 0 | 0 | 0 | 0 | 0  | 0  | 0  | Semifinais                |
| 3   | Paraguai  | 0   | 0 | 0 | 0 | 0 | 0  | 0  | 0  | Disputa pelo quinto lugar |
| 4   | Venezuela | 0   | 0 | 0 | 0 | 0 | 0  | 0  | 0  | Eliminada                 |

| 11 de outubro | Colômbia | – | Venezuela |  |

| 11 de outubro | Argentina | – | Paraguai |  |

| 12 de outubro | Colômbia | – | Paraguai |  |

| 12 de outubro | Argentina | – | Venezuela |  |

| 13 de outubro | Colômbia | – | Argentina |  |

| 13 de outubro | Paraguai | – | Venezuela |  |

#### Semifinais
| 14 de outubro |  | – |  |  |

| 14 de outubro |  | – |  |  |

#### Disputa pelo quinto lugar
| 14 de outubro |  | – |  |  |

#### Disputa pelo bronze
| 15 de outubro |  | – |  |  |

#### Final
| 15 de outubro |  | – |  |  |